# Guillaume Ier Beauharnais
Pour les articles homonymes, voir Guillaume Ier.
Guillaume Ier Beauharnais est le premier ancêtre attesté (par son contrat de mariage en date du 20 janvier 1390) de la maison de Beauharnais. C'est un marchand d’Orléans, qualifié de seigneur de Miramion et de la Chaussée, qui vit « presque noblement »[réf. nécessaire].

## Famille
Guillaume Ier Beauharnais épouse, par contrat du 20 janvier 1390, Marguerite de Bourges. Ils ont au moins trois enfants :
- Jean Ier Beauharnais qui épouse, en 1423, Anne de Loynes [1]. Défenseur d’Orléans en 1428, il témoigne, à ce titre, au procès de réhabilitation de Jeanne d’Arc. D'où 1 fils :
  - Jean II Beauharnais, mort après 1487, sans postérité agnatique.
- Guillaume II Beauharnais (qui perpétue la lignée agnatique) ;
- Jeanne Beauharnais.

## «Beauharnais»
Le nom de Beauharnais s'écrivit de différentes manières : Beauharnoys, Beauharnois, Voltaire lui donna son orthographe définitive : Beauharnais.
Bien plus tard, par une pure calomnie, on prétendit que la famille avait d’abord porté le nom de  Beauvit avant de le changer en Beauharnais. Le duc de Saint-Simon s’en est fait l’écho à propos du décès de l’épouse de Jean-Jacques de Beauharnais en mars 1696 : « Elle s’appelait Bonneau et son père le sieur de Rubelles, de forts riches bourgeois de Paris. Elle en avait épousé un autre [bourgeois] d’Orléans, fort riche aussi, dont le père avait obtenu des lettres patentes pour changer son sale et ridicule nom de Beauvit en celui de Beauharnois, ».

## Lignée agnatique
Lignée descendante agnatique depuis Guillaume Ier Beauharnais, seigneur de Miramion  jusqu’à Nicolas de Leuchtenberg (1933- ) :
1. Guillaume Ier Beauharnais, seigneur de Miramion
2. Guillaume II Beauharnais, seigneur de Miramion
3. Jean Beauharnais, seigneur de Miramion
4. Guillaume III Beauharnais, seigneur de Miramion
5. Guillaume IV Beauharnais, seigneur de Miramion
6. François Ier de Beauharnais, seigneur de Miramion
7. François II de Beauharnais ( -1651)
8. Jean de Beauharnais ( -1661), seigneur de la Boische
9. François de Beauharnais (1638-1694), seigneur de la Boische
10. Claude de Beauharnais (1680-1738)
11. François de Beauharnais (1714-1800)
12. Alexandre de Beauharnais (1760-1794), premier époux de la future impératrice Joséphine
13. Eugène de Beauharnais (1781-1824)
14. Maximilien de Leuchtenberg (1817-1852)
15. Nicolas Maximilianovitch de Leuchtenberg (1843-1891)
16. Nicolas Nicolaïevitch de Leuchtenberg (1868-1928)
17. Nicolas Nicolaïevitch de Leuchtenberg (1896-1937)
18. Nicolas de Leuchtenberg (1933- )

## Sources, Notes et références
: document utilisé comme source pour la rédaction de cet article.
- Philippe de Montjouvent, Les Beauharnais : Tome I, Les grands ancêtres : 1390-1846, 563 pages, éditeur Christian, 2005  (ISBN 2-86496-126-1), 39 €, notamment le paragraphe « Guillaume Ier Beauharnais » (pages 13-16).

1. ↑  Généalogie de la famille de Loynes, seigneurs du Morier, de La Motte, de Maison-Villiers, d'Orès, de Genouilly, des Berceaux,... etc, Herluison, Orléans, 1895
2. ↑  books.google.fr
3. ↑  Duc de Saint-Simon, Mémoires, 18 volumes, Éditions Ramsay, tome II, page 79. Cité par Philippe de Montjouvent, Les Beauharnais : Tome I, Les grands ancêtres : 1390-1846, 563 pages, éditeur Christian, 2005  (ISBN 2-86496-126-1), 39 €, page 14 dont note 7.
4. ↑  s:Mémoires (Saint-Simon)/Tome 1/19 § 320 : s:Page:Saint-Simon - Mémoires, Chéruel, Hachette, 1856, octavo, tome 1.djvu/383.
5. ↑  Philippe de Montjouvent, Les Beauharnais : Tome I, Les grands ancêtres : 1390-1846, 563 pages, éditeur Christian, 2005  (ISBN 2-86496-126-1), tableau I (pages 564-565) et tableau II (pages 566-567).